# Staroźreby (gmina)
Pour les articles homonymes, voir Staroźreby.
Staroźreby est une gmina rurale (gmina wiejska) de la powiat de Płock, dans la Voïvodie de Mazovie, dans le centre-est de la Pologne.
Son siège administratif (chef-lieu) est le village de Staroźreby, qui se situe environ 22 kilomètres au nord-est de Płock (capitale de la powiat) et 84 kilomètres au nord-ouest de Varsovie (capitale de la Pologne).
La gmina couvre une superficie de 137,55 km2 pour une population de 7 576 habitants en 2006.

## Histoire
De 1975 à 1998, la gmina est attachée administrativement à la voïvodie de Płock.

Depuis 1999, elle fait partie de la voïvodie de Mazovie.

## Géographie
La gmina inclut les villages et localités de:

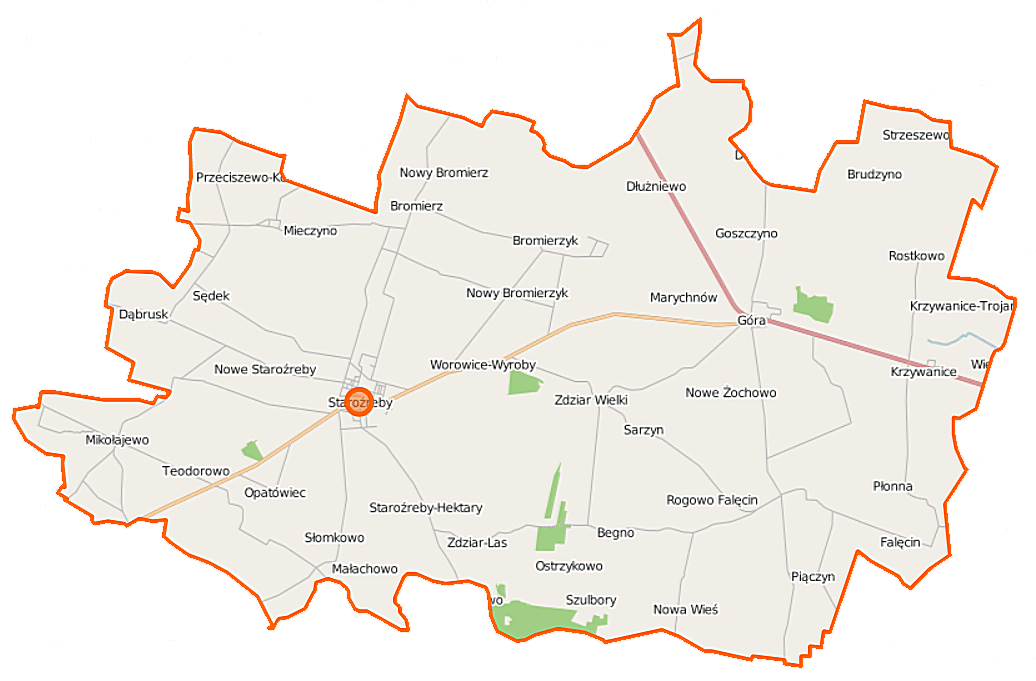
Plan de la gmina

- Aleksandrowo
- Begno
- Bromierz
- Bromierzyk
- Brudzyno
- Bylino
- Dąbrusk
- Dłużniewo Duże
- Falęcin
- Góra
- Goszczyno
- Karwowo-Podgórne
- Kierz
- Krzywanice
- Krzywanice-Trojany
- Marychnów
- Mieczyno
- Mikołajewo
- Mrówczewo
- Nowa Góra
- Nowa Wieś
- Nowe Staroźreby
- Nowe Żochowo
- Nowy Bromierz
- Nowy Bromierzyk
- Opatówiec
- Ostrzykówek
- Piączyn
- Płonna
- Przeciszewo
- Przeciszewo-Kolonia
- Przedbórz
- Przedpełce
- Rogowo
- Rostkowo
- Rostkowo-Orszymowice
- Sarzyn
- Sędek
- Słomkowo
- Smardzewo
- Staroźreby-Hektary
- Stoplin
- Strzeszewo
- Szulbory
- Teodorowo
- Worowice-Wyroby
- Zdziar Mały
- Zdziar Wielki
- Zdziar-Las
- Żochowo Stare

### Gminy voisines
La gmina de Staroźreby est voisine des gminy suivantes :
- Baboszewo
- Bielsk
- Bulkowo
- Drobin
- Dzierzążnia
- Raciąż
- Radzanowo

## Structure du terrain
D'après les données de 2002, la superficie de la commune de Staroźreby est de 137,55 km2, répartis comme tel :
- terres agricoles : 88 %
- forêts : 6 %

La commune représente 7,65 % de la superficie du powiat.

## Démographie
Données du 30 juin 2004 :
| Description        | Total  | Total | Femmes | Femmes | Hommes | Hommes |
| ------------------ | ------ | ----- | ------ | ------ | ------ | ------ |
| Unité              | Nombre | %     | Nombre | %      | Nombre | %      |
| Population         | 7 563  | 100   | 3 785  | 50     | 3 778  | 50     |
| Densité (hab./km²) | 55     | 55    | 27,5   | 27,5   | 27,5   | 27,5   |